# Ensicupes guyanensis
Ensicupes guyanensis is een keversoort uit de familie Cupedidae. De wetenschappelijke naam van de soort is voor het eerst geldig gepubliceerd in 1976 door Hong.